# Borzysław (arcybiskup gnieźnieński)
Borzysław herbu Łabędź (ur. ?, zm. 15 stycznia 1317 w Awinionie) – arcybiskup gnieźnieński w latach 1316–1317.
W 1314 wybrany przez kapitułę gnieźnieńską na arcybiskupa udał się do Awinionu, by uzyskać od papieża Klemensa V potwierdzenie wyboru, w międzyczasie papież umarł, a Borzysław nie doczekawszy wyboru następcy wrócił do Polski.
Ponownie do Awinionu udał się w 1316 po wyborze na papieża Jana XXII i w 1317 otrzymał dokument papieski potwierdzający jego nominację. Został konsekrowany przez Jana XXII i oczekując na załatwienie spraw polskich związanych ze złożoną skargą na działania Zakonu Krzyżackiego (Krzyżacy zostali oskarżeni m.in. o bezprawne zagarnięcie Pomorza),  nagle zmarł.